# Круглий Георгій Михайлович
Георгій Михайлович Круглий (10 грудня 1911, місто Вітебськ, тепер Республіка Білорусь — ?) — український радянський діяч, директор Одеського судноремонтного заводу імені 50-річчя Радянської України Одеської області. Депутат Верховної Ради УРСР 7—8-го скликань.

## Біографія
Народився в родині службовця. Закінчив середню школу «зі слюсарним ухилом» у Москві.
Трудову діяльність розпочав у 1930 році креслярем, потім працював слюсарем сталеливарного цеху Московського заводу «Серп і Молот», з 1932 року — вагонником та забійником шахти «Огарьовка» Підмосковського вугільного басейну.
Навчався на експлуатаційному факультеті Горьковського інституту річкового флоту, потім на курсах при Московському інституті морського флоту.
У 1938—1941 роках — слюсар, бригадир слюсарів, плановик, майстер Одеського судноремонтного заводу № 1.
Член ВКП(б) з 1940 року.
Під час німецько-радянської війни у 1941 році брав участь в обороні Одеси, потім перебував у евакуації в місті Астрахані, де працював майстром, механіком, начальником кисневої станції судноремонтного заводу, був директором школи морського навчання.
З 1944 року — начальник відділу кадрів, заступник директора, начальник монтажного і корпусного цехів, головний диспетчер, начальник виробничого відділу Одеського судноремонтного заводу № 1. Без відриву від виробництва закінчив морський інститут в Одесі.
У 1953—1956 роках — парторг ЦК КПРС (секретар партійного комітету) Одеського судноремонтного заводу № 1.
З 1956 року — директор Одеського судноремонтного заводу № 1 імені 50-річчя Радянської України Одеської області.
Потім — на пенсії у місті Одесі.

## Нагороди
- орден Леніна (1966)
- орден Трудового Червоного Прапора
- орден Вітчизняної війни ІІ ст. (1945)
- ордени
- медалі